# オーシャン・ウェイ・レコーディング
オーシャン・ウェイ・レコーディング (Ocean Way Recording) は、カリフォルニア州ハリウッドとテネシー州ナッシュビルにある録音スタジオの系列名である。これまでここでレコーディングされたアルバムが数々の音楽賞を獲得していることで、レコーディング業界では名の知られたスタジオである。
1952年に建設された前身のユナイテッド・ウェスタン・スタジオは、レイ・チャールズ版の「愛さずにはいられない」や、ザ・ビーチ・ボーイズの「グッド・ヴァイブレーション」、フランク・シナトラの「イット・ワズ・ア・ベリー・グッド・イヤー」、ママス&パパスの「夢のカリフォルニア」など、1960年代から1970年代にかけて多くのメジャー作をレコーディングした。ビル・パトナムがスタジオの最初のオーナーであった。1985年にアレン・サイズがパトナムよりスタジオを買い取り、オーシャン・ウェイ・レコーディングへと改称した。1999年に元々サンセット通り6000に建てられていたスタジオ施設はチェロ・レコーディング・スタジオに売却されるが、サイズは隣りのサンセット通り6050の建物を保有していた。
その後、2つのスタジオ（1988年にシャーマンオークスのレコード・ワン、1997年にミュージック・ロウでオープンしたオーシャン・ウェイ/ナッシュビル）がオーシャン・ウェイ・ファミリーに加わった。オーシャン・ウェイのナッシュビルの施設は、後にベルモント大学に売却された。オーシャン・ウェイ・レコーディングは現在ハリウッドとシャーマンオークスの2つの拠点でビジネスを展開している。オーシャン・ウェイ・オーディオは高級モニター・スピーカーを製造販売している。スティーヴン・ミラーとパートナーシップを組んでいるオーシャン・ウェイ・ドラムスはプラグイン音源を製作している。
スタジオの著名な利用者にはポーラ・アブドゥルや、AC/DC、スティーヴ・ペリー、ウイスキータウン、デボラ・アレン、ボブ・シーガー、キム・カーンズ、トーリ・エイモス、B.B.キング、ビッフィ・クライロ、ボン・ジョヴィ、B'z、エリック・クラプトン、ジョー・コッカー、マイケル・ジャクソン、ポール・マッカートニー、ノー・ダウト、カウンティング・クロウズ、ドクター・ドレー、ボブ・ディラン、フィッシュボーン、エイミー・グラント、グリーン・デイ、エルトン・ジョン、マイルス・デイヴィス、ウェイロン・ジェニングス、ウィーザー、R・ケリー、k.d.ラング、ルイス・ミゲル、マナー、エミネム、ミシェル・ンデグオチェロ、ウィリー・ネルソン、アーロン・ネヴィル、トム・ペティ、レディオヘッド、レッド・ホット・チリ・ペッパーズ、R.E.M.、リチャード・マークス、ローリング・ストーンズ、ラッシュ、ジョー・サンプル、ロッド・スチュワート、バーブラ・ストライサンド、トゥール、トラヴィス、ザ・ウォールフラワーズ、XTC、安室奈美恵、アヴリル・ラヴィーン、マーズ・ヴォルタ、TOTO、ビリー・サーマル、ユー・アム・アイなどがいる。